# IC 4569
IC 4569 је спирална галаксија у сазвјежђу Сјеверна круна која се налази на листи објеката дубоког неба у Индекс каталогу.
Деклинација објекта је + 28° 17' 33" а ректасцензија 15h 40m 48,3s. Привидна величина (магнитуда) објекта IC 4569 износи 14,1 а фотографска магнитуда 14,9. IC 4569 је још познат и под ознакама MCG 5-37-13, CGCG 166-32, NPM1G +28.0350, PGC 55783.